# Ash Island
Yoon Jin-young (hangul: 윤진영 (); Busan, 11 de agosto de 1999), más conocido por su nombre artístico Ash Island (hangul: 애쉬아일랜드 (), estilizado en mayúsculas), anteriormente Clloud (hangul: 클라우드 ()), es un rapero y cantante surcoreano. Fue concursante de la temporada 2 de High School Rapper de Mnet, donde acabó en cuarto lugar. Se unió al subsello de The Quiett, Ambition Musik, en noviembre de 2018. Lanzó su álbum debut, Ash, el 22 de marzo de 2019.

## Vida personal
El 7 de julio de 2024, Yoon anunció su matrimonio con la rapera surcoreana-japonesa Chanmina y el embarazo de la misma. El 1 de noviembre, la pareja dio la bienvenida a su primera hija.

## Discografía

### Álbumes de estudio
| Título                                                 | Detalles                                                                                                | Posiciones máximas en los gráficos | Ventas       |
| Título                                                 | Detalles                                                                                                | COR                                | Ventas       |
| ------------------------------------------------------ | --- | ---------------------------------- | ------------ |
| Ash                                                    | - Fecha de lanzamiento: 22 de marzo de 2019 - Etiqueta: Ambition Music - Formatos: CD, descarga digital | 11                                 | - COR: 2,424 |
| Island                                                 | - Fecha de lanzamiento: 5 de marzo de 2021 - Etiqueta: Ambition Music - Formatos: CD, descarga digital  | —                                  | —            |
| Rose                                                   | - Fecha de lanzamiento: 3 de mayo de 2023 - Etiqueta: Ambition Music - Formatos: CD, descarga digital   | 24                                 | - COR: 3,654 |
| "—" denota lanzamientos que no entraron en las listas. | |                                    |              |

### Sencillos

#### Como artista principal
| Título                                                     | Año  | Posiciones más altas en los gráficos | Álbum               |
| Título                                                     | Año  | COR                                  | Álbum               |
| ---------------------------------------------------------- | ---- | ------------------------------------ | ------------------- |
| "Night Vibe (Remake)"                                      | 2018 | —                                    | Sencillos sin álbum |
| "How R U"                                                  | 2018 |                                      | Sencillos sin álbum |
| "Deadstar" feat. Changmo                                   | 2018 |                                      | Sencillos sin álbum |
| "Forgot U" feat. Bloo                                      | 2019 | —                                    | Ash                 |
| "Paranoid"                                                 | 2019 | —                                    | Ash                 |
| "Nightmare" (악몽)                                         | 2019 | —                                    | Sencillos sin álbum |
| "Paranoid Remix" feat. Changmo, Paul Blanco                | 2019 | —                                    | Sencillos sin álbum |
| "Empty Head"                                               | 2019 | —                                    | Sencillos sin álbum |
| "Error" feat. Loopy                                        | 2020 | 61                                   | Island              |
| "Melody" (멜로디)                                          | 2021 | 21                                   | Island              |
| "Grand Prix" (그랑프리) feat. Beenzino                     | 2021 | 137                                  | Island              |
| "One More Night" feat. Lil Boi                             | 2021 | 162                                  | Island              |
| "NOYB" (신경꺼)                                            | 2021 | 155                                  | More Island         |
| "Because"                                                  | 2022 | 67                                   | Sencillos sin álbum |
| "Everything"                                               | 2022 | 157                                  | Sencillos sin álbum |
| "Goodbye" (작별인사) feat. Paul Blanco                     | 2023 | 135                                  | Rose                |
| "Stay with Me" feat. Skinny Brown                          | 2023 | 77                                   | Sencillos sin álum  |
| "OST" feat. Chanmina                                       | 2024 | 138                                  | Sencillos sin álum  |
| "—" indica los lanzamientos que no entraron en las listas. |      |                                      |                     |

#### Colaboraciones
| Título                                                                    | Año  | Posiciones más altas en los gráficos | Álbum               |
| Título                                                                    | Año  | COR                                  | Álbum               |
| ------------------------------------------------------------------------- | ---- | ------------------------------------ | ------------------- |
| "Bition Boyz" con Hash Swan, Kim Hyo-eun, Changmo                         | 2019 | —                                    | Sencillos sin álbum |
| "Band" con Changmo, Hash Swan, Kim Hyo-eun                                | 2019 | 30                                   | Sencillos sin álbum |
| "Beer" (비워) con Changmo, Hash Swan, Kim Hyo-eun, Leellamarz, The Quiett | 2019 | 43                                   | Sencillos sin álbum |
| "Bition Way" con Leellamarz, Zene The Zilla, The Quiett                   | 2019 | —                                    | Sencillos sin álbum |
| "Pay Day" (con Junggigo & KozyPop, prod. Gray)                            | 2020 | 83                                   | Sencillos sin álbum |
| "Don't Go" con Chanmina                                                   | 2022 | —                                    | Sencillos sin álbum |
| "—" indica los lanzamientos que no entraron en las listas.                |      |                                      |                     |

## Premios y nominaciones
| Ceremonia de entrega de premios | Año  | Categoría                              | Nominado/obra | Resultado | Ref.   |
| ------------------------------- | ---- | -------------------------------------- | ------------- | --------- | ------ |
| Korean Hip-hop Awards           | 2020 | Nuevo artista del año                  | Ash Island    | Ganador   |        |
| Golden Disc Awards              | 2022 | Premio al artista más popular de Seezn | Ash Island    | Nominado  | [ 12 ] |
| Melon Music Awards              | 2021 | Los 10 mejores artistas (Bonsang)      | Ash Island    | Ganador   |        |
| Mnet Asian Music Awards         | 2021 | La mejor música hip hop y urbana       | Ash Island    | Ganador   |        |
| Seoul Music Awards              | 2022 | Premio R&B / Hip-Hop                   | Ash Island    | Nominado  |        |